# Cyprodinil
Cyprodinil is een fungicide, behorende tot de groep der anilino-pyrimidinen. Het werd ontwikkeld bij Ciba-Geigy en kwam in 1994 op de markt.
Cyprodinil is werkzaam tegen diverse pathogene schimmels, waaronder Botrytis- en Alternaria-soorten.

## Synthese
Cyprodinil wordt bereid door de reactie tussen fenylguanidine en het 1,3-diketon 1-cyclopropyl-1,3-butaandion. Deze laatste verbinding ontstaat in de Claisen-condensatie van methylacetaat en methylcyclopropylketon:

## Regelgeving
In de Europese Unie was cyprodinil toegelaten als fungicide; de toelatingstermijn liep af op 30 april 2017.
In België werd het product Chorus van Syngenta met cyprodinil als actieve stof toegelaten voor de bestrijding van schurft bij de teelt van appel- en perenbomen en sierbomen en -heesters. Daarnaast was een aantal combinatieproducten toegelaten die naast cyprodinil nog een ander fungicide bevatten.